# (11974) Yasuhidefujita
(11974) Yasuhidefujita (1994 YF) – planetoida z grupy pasa głównego asteroid okrążająca Słońce w ciągu 5,47 lat w średniej odległości 3,1 j.a. Odkryta 24 grudnia 1994 roku.